# 格雷利克維爾 (密歇根州)
格雷利克維爾（英語：Greilickville）是位於美國密歇根州利勒諾縣埃爾姆伍德鎮區的一個普查規定居民點。

## 人口
根據2020年美國人口普查的數據，格雷利克維爾的面積為18.61平方千米，當中陸地面積為11.90平方千米，而水域面積為6.71平方千米。當地共有人口1634人，而人口密度為每平方千米87.8人。